# Gforth
gforth — кроссплатформенная реализация стандартного ANSI Forth в рамках Проекта GNU. Начиная с вышедшей в начале 2000 годов версии GForth 0.6 в состав пакета входит подпакет Vmgen — генератор виртуальных машин.

## История
Проект начали в середине 1992 года Bernd Paysan и Anton Ertl. Gforth — наследник проектов bigFORTH и fig-Forth. Использует GCC для реализации быстрого прямого и косвенного шитого кода; Gforth полностью соответствует стандарту ANSI FORTH. Gforth распространяется в рамках проекта GNU с 1996 года.
Gforth v. 0.5 (2000 год), реализовывал традиционный косвенный и, для некоторых из поддерживаемых платформ, прямой шитый код. Начиная с версии 0.6, вышедшей в 2003 году, реализация основана на так называемом примитивоцентричном шитом коде (англ. primitive-centric threaded code) — гибридной модели между прямым и косвенным шитым кодом с поддержкой оптимизации за счёт динамического объединения форт-слов в суперинструкции. Версия 0.7 отличается более гибким, динамически кешируемым отображением форт-стеков на регистры процессора.
В настоящее время ведётся разработка версии Gforth 0.7.9